# Acrostalagmus aphidum
Acrostalagmus aphidum är en svampart som beskrevs av Oudem. 1902. Acrostalagmus aphidum ingår i släktet Acrostalagmus och familjen Hypocreaceae.   Inga underarter finns listade i Catalogue of Life.